# Ulrika, Linköpings kommun
För andra betydelser, se Ulrika (olika betydelser).
Ulrika är kyrkby i Ulrika socken i Linköpings kommun, omkring 40 kilometer söder om Linköping. Namnet kommer från drottning Ulrika Eleonora, under vars tid kyrkan och kyrkbyn anlades. Lokalt uttalas ortens namn med grav accent, huvudtryck på första stavelsen och starkt bitryck på den andra, det vill säga som det sammansatta adjektivet ullrika ("rika på ull").
Orten har under 2000-talet haft omkring 200 invånare, och då SCB gräns för klassning av orter som småort eller tätort går vid just 200 så har dess status varierat över tiden. Före 2000 samt 2010 och 2015 var den klassad som tätort, dessemellan och efter 2018 som småort.  

## Historia
Tätorten uppstod som kyrkby vid Ulrika kyrka, vilken anlades 1737 av lokala bönder efter en mångårig kamp för att få en kyrka på närmare avstånd än tidigare.

### Befolkningsutveckling
| Befolkningsutvecklingen i Ulrika 1960–2015                                      | Befolkningsutvecklingen i Ulrika 1960–2015 | Befolkningsutvecklingen i Ulrika 1960–2015 | Befolkningsutvecklingen i Ulrika 1960–2015 | Befolkningsutvecklingen i Ulrika 1960–2015 |
| ------------------------------------------------------------------------------- | ------------------------------------------ | ------------------------------------------ | ------------------------------------------ | ------------------------------------------ |
|                                                                                 |                                            |                                            |                                            |                                            |
| År                                                                              |                                            |                                            | Folkmängd                                  | Areal (ha)                                 |
| 1960                                                                            | 1960                                       |                                            | 247                                        |                                            |
| 1965                                                                            | 1965                                       |                                            | 266                                        |                                            |
| 1970                                                                            | 1970                                       |                                            | 216                                        |                                            |
| 1975                                                                            | 1975                                       |                                            | 216                                        |                                            |
| 1980                                                                            | 1980                                       |                                            | 231                                        | 37                                         |
| 1990                                                                            | 1990                                       |                                            | 212                                        | 37                                         |
| 1995                                                                            | 1995                                       |                                            | 206                                        | 37                                         |
| 2000                                                                            | 2000                                       |                                            | 199                                        | 37#                                        |
| 2005                                                                            | 2005                                       |                                            | 186                                        | 37#                                        |
| 2010                                                                            | 2010                                       |                                            | 200                                        | 37                                         |
| 2015                                                                            | 2015                                       |                                            | 204                                        | 35                                         |
| Anm.: Upphörde som tätort 2000. Ny tätort 2010. Upphörd igen 2018 # Som småort. |                                            |                                            |                                            |                                            |

## Samhället
I orten finns kyrka, livsmedelsbutik med bensinstation, skola, Ulrika museum och ett äldreboende. Där finns också två bilverkstäder,  strumpbutiken StrumpBoden, musikstudion Nasty Music, som spelar rockabilly, och Stenåkra Business & Competence Center (tidigare Stenåkra Värdshus) som inhyser två forskningsinstitut inom avancerade material och artificiell intelligens, samt en internationell ideell förening inom avancerade material som har 50000 medlemmar från 125 länder.
Källeryds hembygdsområde har ditflyttade gamla hus och torp, bland andra Eksjöhults gamla drängstuga, och inhyser möbler och träsniderier av Einar Hanock.
Väster om samhället finns naturreservatet Ycke urskog.

## Kommunikationer
Östgötatrafiken förbinder Ulrika med buss till Östgötapendeln på Vikingstads järnvägsstation, På orten sammanstrålar vägar från Vikingstad, Skeda udde, Rimforsa, Kisa/Malexander och Boxholm.

## Evenemang
På marknadsplatsen, som också har en rad permanenta marknadsbodar, hålls i september varje år en större marknad..  

## Bildgalleri

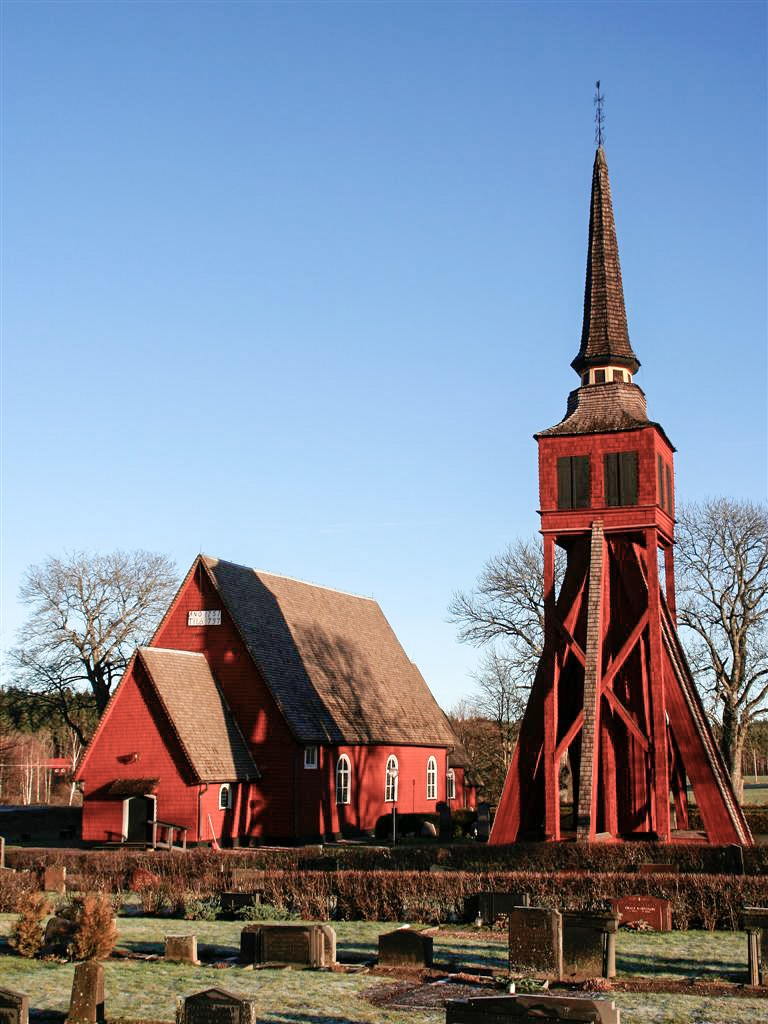
Ulrika kyrka
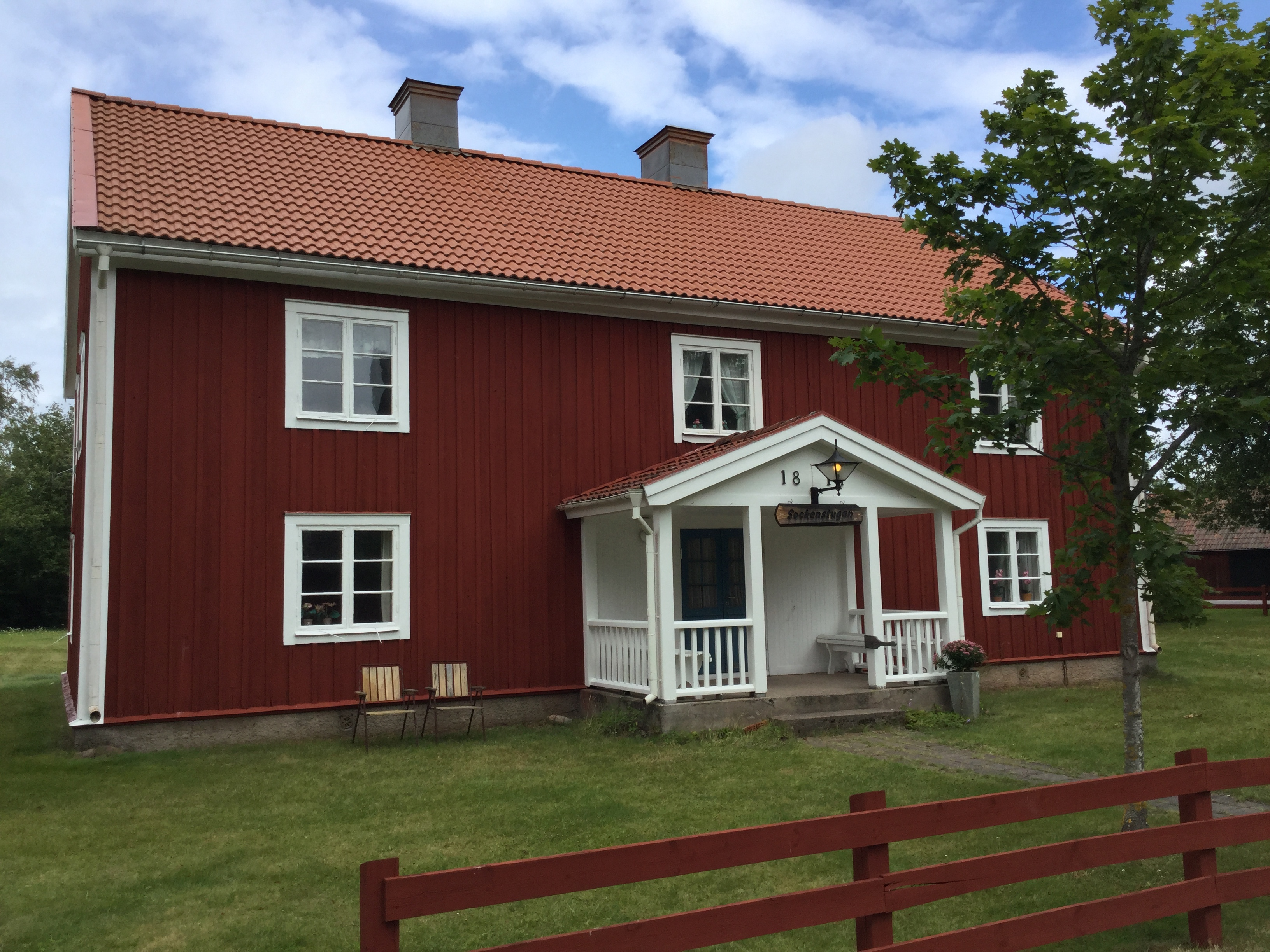
Ulrika sockenstuga
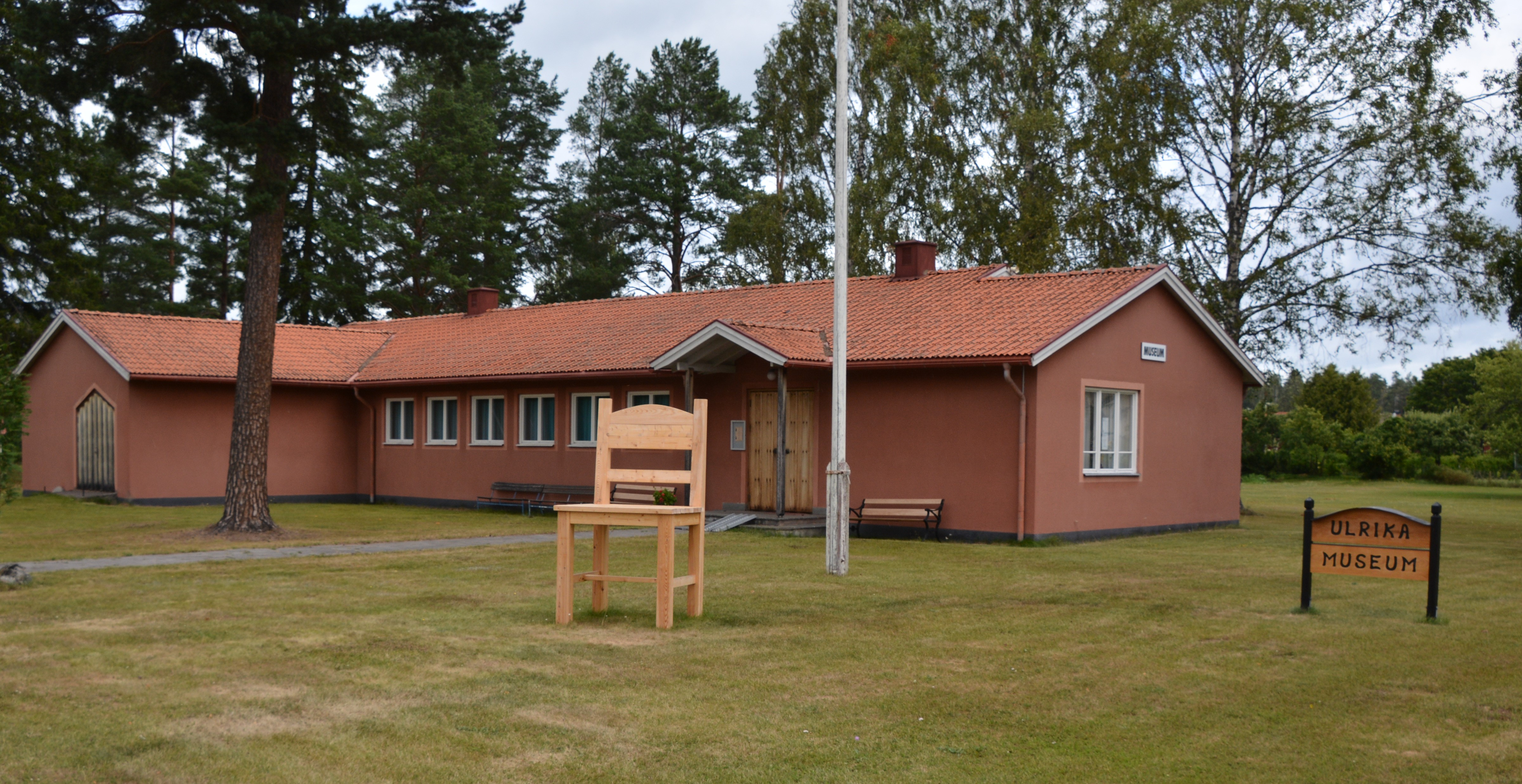
Ulrika museum
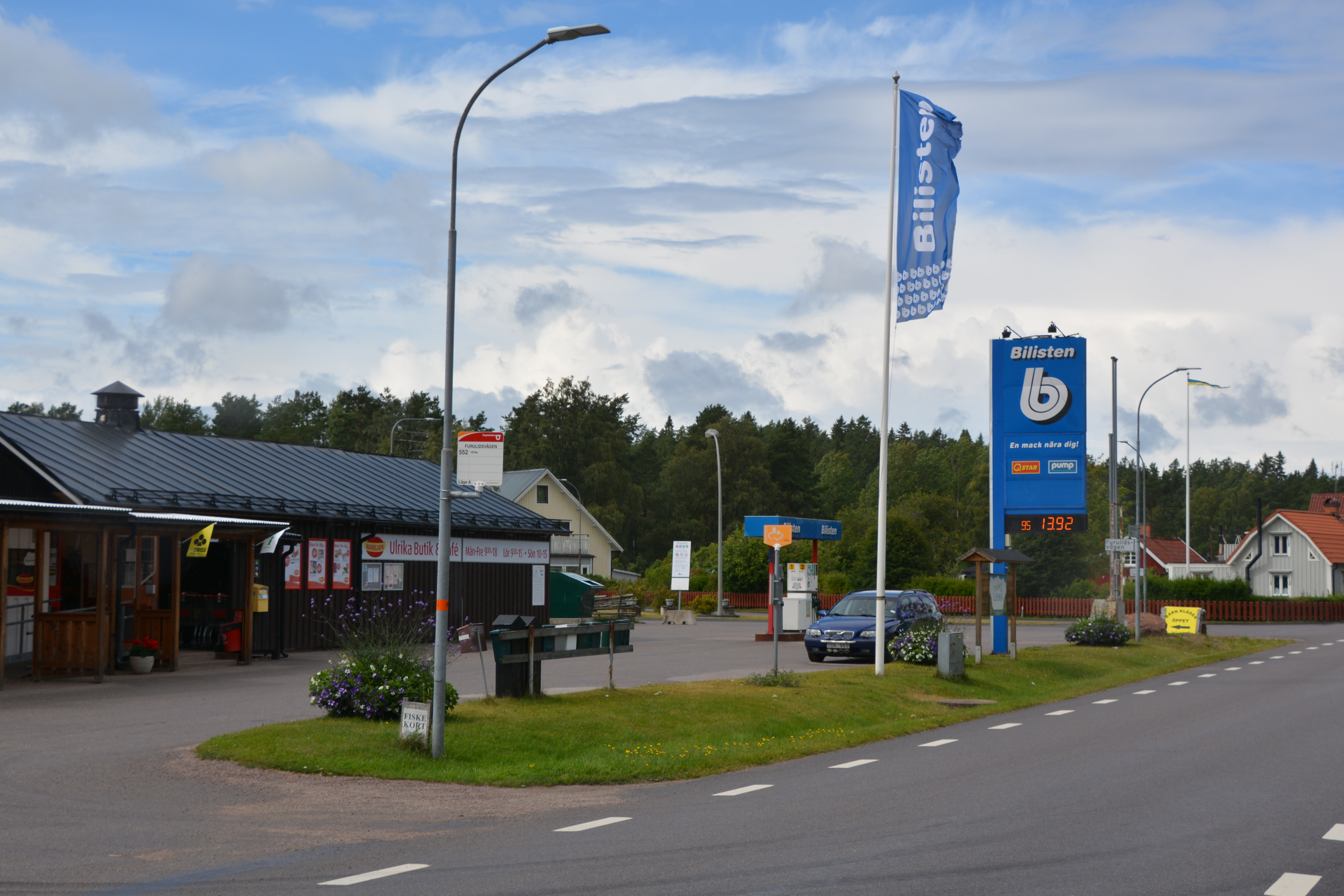
Butiken i Ulrika
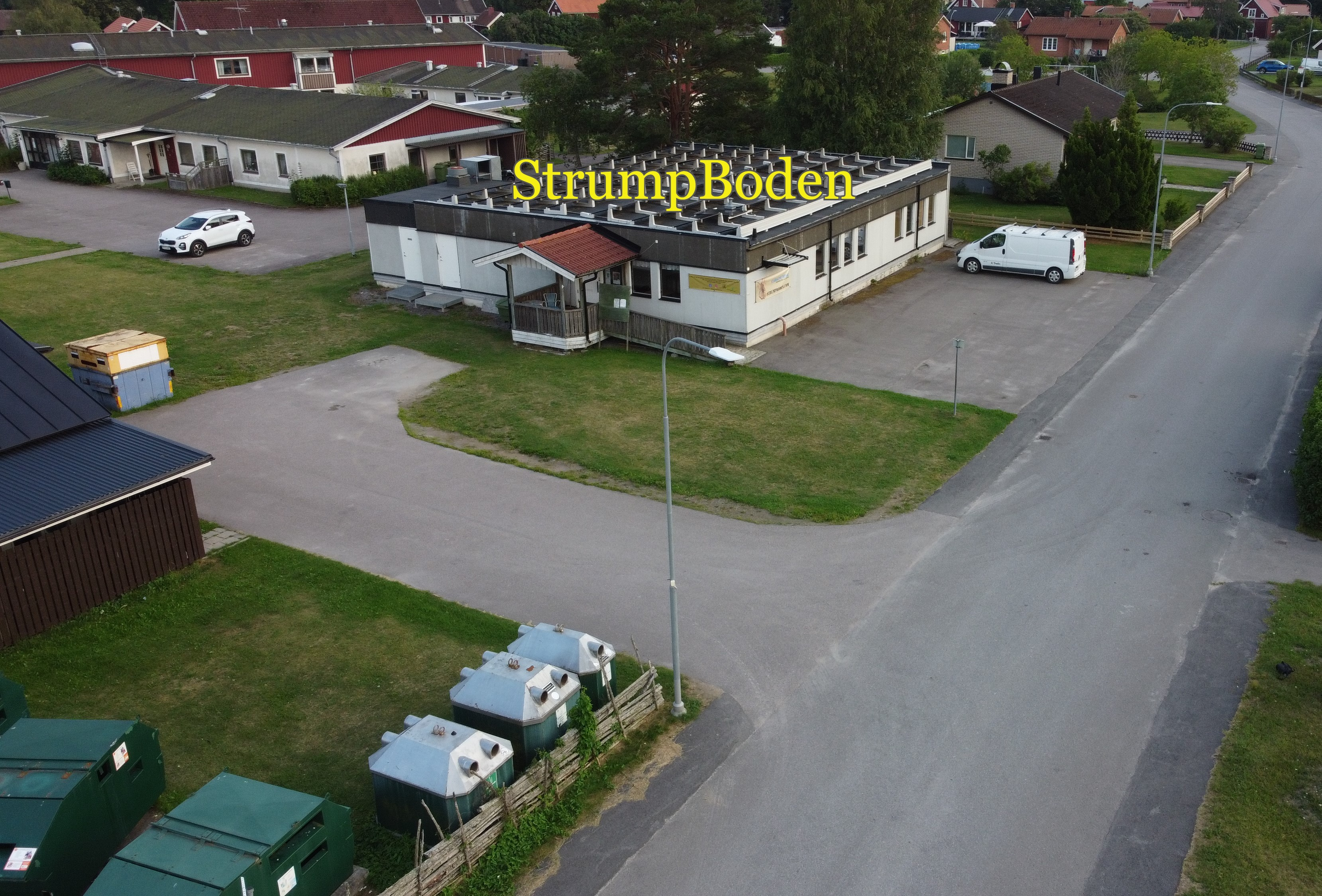
Strumpor i Ulrika